# 大伴益立
大伴 益立（おおとも の ますたて）は、奈良時代の貴族。大和守・大伴古慈悲の子。官位は正五位上・兵部大輔、贈従四位下。

## 経歴
淳仁朝にて蝦夷征討事業に従事し、天平宝字4年（760年）陸奥国の雄勝城と桃生柵の築城が賞され際、鎮守軍監として艱苦を顧みず再征したとして特に褒賞され従六位上から三階の昇叙を受け従五位下に叙爵される。天平宝字5年（761年）陸奥鎮守副将軍兼鎮国驍騎将軍（中衛少将）に任ぜられ、天平宝字6年（762年）陸奥介を兼ねた。
神護景雲元年（767年）正月に2階昇進して正五位下に、10月には伊治城築城の功労により正五位上に叙せられる。のち、称徳朝後半は兵部大輔・式部大輔など一時京官を歴任する。称徳朝末の神護景雲4年（770年）5月に肥後守と再び地方官に転じると、宝亀2年（771年）大宰少弐に任ぜられるなど、光仁朝初頭は九州地方の地方官を務める。
宝亀6年（775年）遣唐副使に任ぜられるが、翌宝亀7年（776年）11月に遣唐大使・佐伯今毛人が唐への出発時機を逸し帰京して節刀を返上した際に、益立は遣唐判官・海上三狩と共に大宰府に留まって出発の時機を待つこととした。この対応は世間の人々に称賛されたというが、結局同年12月には遣唐副使を解任され、小野石根・大神末足に取って代わられた。益立は遣唐副使を解任されて間もない、宝亀8年（777年）正月に権左中弁、宝亀9年（778年）右兵衛督と京官に復帰した一方、小野石根は益立に代わって宝亀8年（777年）に唐に渡るが、唐からの帰途で遭難し没している。
宝亀11年（780年）3月に伊治呰麻呂の乱が発生すると、まもなく益立は従四位下・征東副使兼陸奥守に叙任され、乱の平定のため東北地方へ遠征した。5月上旬に「兵粮の準備をしながら賊の様子を窺い、5月下旬に陸奥国府へ進軍し、その後に機会を見て乱れに乗じ、（賊に対して）天誅を行う予定である」旨の書面での奏上を行う。しかし、その後2ヶ月近く朝廷に対して情報の伝達を行わなかったため、光仁天皇から委細を報告するように督促を受けた。結局、益立は駐留したまま進軍せず戦機を逸してしまう。さらに9月になって新たに征東大使に任ぜられた藤原小黒麻呂が、陸奥国に到着後速やかに進軍して奪われた諸城塞を回復したことから、益立は進軍しなかったことを譴責され、天応元年（781年）に従四位下の位階を剥奪され正五位上に落とされた。延暦2年（783年）再び兵部大輔に任ぜられるが、その後の消息は不明。
承和4年（837年）になって、益立が讒訴を受けて位階を剥奪されたとして、子の野継が冤罪を訴えたところ認められ、益立は50年以上ぶりに本位である従四位下の贈位を受けた。

## 官歴
『六国史』による。
- 時期不詳：従六位上。鎮守軍監
- 天平宝字4年（760年） 正月4日：従五位下（越階）
- 天平宝字5年（761年） 正月16日：陸奥鎮守副将軍・鎮国驍騎将軍（中衛少将）
- 天平宝字6年（762年） 4月1日：兼陸奥介
- 天平神護3年（767年） 正月19日：正五位下（越階）。10月15日：正五位上
- 神護景雲2年（768年） 2月18日：兵部大輔
- 神護景雲3年（769年） 6月9日：式部大輔
- 神護景雲4年（770年） 6月9日：肥後守
- 宝亀2年（771年） 9月16日：大宰少弐
- 宝亀6年（775年） 6月19日：遣唐副使
- 宝亀7年（776年） 12月14日：停遣唐副使
- 宝亀8年（777年） 正月25日：権左中弁
- 宝亀9年（778年） 2月23日：右兵衛督
- 宝亀10年（779年） 9月21日：右兵衛督
- 宝亀11年（780年） 3月28日：征東副使。3月29日：兼陸奥守。4月4日：従四位下
- 天応元年（781年） 9月26日：正五位上
- 延暦2年（783年） 5月15日：兵部大輔
- 承和4年（837年） 5月25日：贈従四位下

## 系譜
- 父：大伴古慈斐（695-777）
- 母：不詳
- 生母不明の子女
  - 男子：大伴野継